# Gerard Butler
Gerard James Butler (Paisley, 13 november 1969) is een Schots filmacteur. Hij speelde hoofdrollen in onder meer The Phantom of the Opera (2004), 300 (2006), P.S. I Love You,Butterfly on a Wheel (beide 2007) en Law Abiding Citizen (2009).

## Filmografie
- How to Train Your Dragon (2025)
- Den of Thieves 2: Pantera (2025)
- Kandahar (2023)
- Plane (2023)
- Last Seen Alive (2022)
- Copshop (2021)
- Greenland (2020)
- Angel Has Fallen (2019)
- How to Train Your Dragon: The Hidden World (2019)
- Hunter Killer (2018)
- The Vanishing (2018)
- Den of Thieves (2018)
- Geostorm (2017)
- A Family Man (2016)
- London Has Fallen (2016)
- Gods of Egypt (2016)
- How to Train Your Dragon 2 (2014)
- Olympus Has Fallen (2013)
- Movie 43 (2013)
- Playing for Keeps (2012) (2012)
- Chasing Mavericks  (2012)
- Machine Gun Preacher (2011)
- Coriolanus (2011)
- How to Train Your Dragon (2010)
- The Bounty Hunter (2010)
- Gamer (2009)
- Law Abiding Citizen (2009)
- The Ugly Truth (2009)
- RocknRolla (2008)
- Nim's Island (2008)
- P.S. I Love You (2007)
- Butterfly on a Wheel (2007)
- 300 (2006)
- Beowulf & Grendel (2005)
- The Game of Their Lives (2005)
- The Phantom of the Opera (2004)
- Dear Frankie (2004)
- Timeline (2003)
- Lara Croft Tomb Raider: The Cradle of Life (2003)
- Reign of Fire (2002)
- Shooters (2002)
- Attila the Hun (2001); miniserie
- Dracula 2000 (2000)
- Harrison's Flowers (2000)
- The Cherry Orchard (1999)
- One More Kiss (1999)
- Please! (1999)
- Tale of the Mummy (1998)
- Fast Food (1998)
- Tomorrow Never Dies (1997)
- Mrs. Brown (1997)

## Trivia
- In P.S. I Love You speelt Butler een personage genaamd 'Gerry', wat in de realiteit zijn bijnaam is. Hij speelt in die film overigens een Ier, terwijl hij feitelijk Schots is. Een groot gedeelte van zijn familie komt echter uit Ierland. Butler is een Ierse naam.
- Butler kan naast acteren ook zingen. Hij was zanger van het Schotse rockbandje Speed en heeft verschillende gezongen scènes in onder meer P.S. I Love You en The Phantom of the Opera.